# A mio modo vi amo
A mio modo vi amo è una autobiografia di Alessandra Amoroso, scritta in collaborazione con Giacomo Sabatino e pubblicata per la prima volta il 10 marzo del 2015 a Milano dalla casa editrice Mondadori.

## Nascita del libro
Nel novembre 2014 la cantante, attraverso i suoi canali social, ha chiesto ai propri fans di raccontare l'“amore puro” provato nei suoi confronti, insieme alle svariate emozioni, sensazioni e avvenimenti che legano la loro storia alla sua musica. Il libro, infatti, è un intreccio di due particolari voci, la sua, che ripercorre con bellezza ed incanto le tappe dell'infanzia ed adolescenza sino all'arrivo dell'incredibile successo, e quella della sua "Big Family", fanbase dell'artista, che ha repentinamente risposto all'appello della sua beniamina. La cantante, infatti, nel gennaio 2015, svelando l'uscita del libro dichiara che: “Lontani ma sempre vicini non è solo un modo di dire ma quello che noi realmente riusciamo a vivere”.

## Contenuto
La Amoroso racconta la sua infanzia e le diverse sensazioni, pensieri, emozioni che la passione per la musica provoca in lei, che può sfociare in gioia per i successi e traguardi raggiunti, ma anche in sofferenze per le sconfitte e la paura di perdere la propria natura a causa del successo.

## Intenti
Il significato del titolo “A mio modo vi amo”, mette in risalto la dedica che la scrittrice fa nei confronti dei propri fans con la stesura del libro.

## Successo commerciale
Una settimana dopo la data di pubblicazione, il libro risulta essere al primo posto della classifica dei libri più venduti in Italia.
Dopo circa un mese dalla pubblicazione è annunciata la ristampa del libro. 

## Edizioni
- Alessandra Amoroso, A mio modo vi amo, Milano, Mondadori, marzo 2015,  p. 205, ISBN 88-04-60520-0.